# Вонсан
Вонсан (кор. 원산시, 元山市) — портове місто та військово-морська база на південному сході КНДР, адміністративний центр провінції Канвондо. Населення — 94 003 осіб (2000). В колоніальний період місто мало назву Гендзан.

## Історія
Місто засноване як торговельний порт в 1880 році. 
В 1914 році збудована залізниця, що з'єднувала Вонсан з Пхеньяном та Шеньяном.
Під час Корейської війни регіон серйозно постраждав.

## Економіка
В Вонсані є доки, хімічні підприємства, цементний завод та заводи з переробки морепродуктів.

## Туризм
24 червня 2025 року Кім Чен Ин відкрив прибережну туристичну зону Вонсан Калма. Він відкрити для місцевих туристів 1 липня 2025 року.

## Транспорт
Вонсан має сполучення з Пхеньяном та іншими містами країни залізницею та автомагістраллю. В місті є військовий та цивільний аеропорт, а також ходить пором до Японії.

## Визначні місця
- Історичний музей
- «Парк тисячі сосен»
- Зоопарк

## Міста-побратими
- Сакай-Мінато, Японія (1992[3]–2006[джерело?])
- Пуебла, Мексика[4]
- Владивосток, Росія[5]